# Teddy Ted
Teddy Ted est une série de bande dessinée française créée en 1963 par le scénariste Jacques Kamb et dessinée par Yves Roy (pseudonyme de Francisco Hidalgo). Au bout de trois épisodes, les deux auteurs cèdent la place à Roger Lécureux au scénario et Gérald Forton au dessin, qui font la réputation de la série. 
Le nom du personnage éponyme est choisi par Jacques Kamb en s'inspirant de l'allitération formée par le nom de Lucky Luke.

## Synopsis
La série Teddy Ted est un western réaliste de facture très classique. 
Le personnage principal est un cow-boy solitaire, fidèle  du ranch dit « du Triangle 9 », situé près de la ville imaginaire de Tombstone, affrontant bandits de tout poil, chevauchant son cheval Stormy et épaulant le vénérable shérif Old Pecos. Il est entouré de divers personnages récurrents : Sancho et le jeune Bronxy, le médecin alcoolique Doc Holways (visiblement inspiré  par le personnage de Doc Boone, joué par l'acteur Thomas Mitchell, dans le film La Chevauchée fantastique de John Ford et peut-être aussi par le personnage de Doc Holliday dans Règlements de comptes à OK Corral), et l'Apache, son mystérieux et taciturne compagnon. Plus tard, ces divers protagonistes sont rejoints par Mamie Bazar, le Père Six-Coups, Dors-dehors, etc.
De manière très traditionnelle, Teddy Ted appartient à la catégorie des « justiciers au grand cœur ». Cette dimension
s'estompe cependant au cours d'un épisode très noir, dans lequel le héros vide son arme sur le meurtrier du jeune Bronxy, en ponctuant chaque balle tirée d'un « Pour Bronxy ! »
Précédemment dans le Combat des géants, le cow-boy a déjà vengé son camarade Rouky, lâchement abattu par Snake, lui-même frère d'un pistolero nommé Crazy-Colt. Dans cet épisode, Teddy Ted, opposé à ce bandit roi du pistolet, gagne une dimension dramatique étonnante. En effet, une morsure de serpent ayant temporairement paralysé sa main droite, il ne peut espérer rivaliser avec le gun man. Or, contre toute attente, ce dernier se révèle loyal et généreux. L'affrontement final, dans un désert de roches, joue sur les émotions du lecteur — chose rare chez Pif Gadget où l'on préfère les héros sans peur ni reproches, et sûrs de leur bon droit.
Un troisième épisode, définitivement attaché à La Chevauchée fantastique, raconte la rencontre de Teddy et de l'Apache et précise, sans crainte de l'invraisemblance, que les deux héros, qui jusqu'alors ignoraient tout l'un de l'autre, ont, en vérité, été élevés par le même homme, à dix ans d'écart...

## Publication deTeddy Ted
La série paraît pendant treize années, d'abord en épisodes à partir du n° 934 de Vaillant du 7 avril 1963, puis en récits complets dans Pif Gadget jusqu'au n° 312 (n° 1550) du 18 avril 1975. La série disparaît au bout du cent-vingt-deuxième épisode, remplacée par l'adaptation de la série télévisée Les Mystères de l'Ouest.
Un petit format paraît sous ce titre chez l'éditeur Jeunesse et Vacances — six numéros, de février à décembre 1977 au format 20x27 cm. Outre les aventures de Teddy Ted (Roger Lécureux & Gérald Forton), le fascicule contient également Les Rigolus et les Tristus (Jean Cézard) et Nasdine Hodja (Roger Lécureux & Pierre Le Guen).

### Pif-Gadget

#### Année 1972
- Celui qui voulait se faire abattre RC (Récit complet)/10 pl(anches) Pif Gadget 150 Janvier 1972
- Pour gagner Stormy RC/10pl Pif Gadget 153 janvier 1972
- Tire d'abord, explique toi ensuite RC/10pl Pif Gadget 156 février 1972
- Le mystère de Rock Hill RC/10pl Pif Gadget 159 mars 1972
- Le grand cirque de l'ouest RC/10pl Pif Gadget 162 mars 1972
- La folie du juge Hawk RC/10pl Pif Gadget 165 avril 1972
- Le saloon de la malédiction RC/10pl Pif Gadget 168 mai 1972
- Comme un reflet dans un miroir RC/10pl Pif Gadget 171 mai 1972
- Le filon du Glen Tracy RC/10pl Pif Gadget 175 juin 1972
- La hantise de Doc Spencer RC/10pl Pif Gadget 178 juillet 1972
- Un révolver, l'orgueil et la mort, 10 planches, n° 184 (1422), septembre 1972.
- Son dernier cheval, n° 187 (1425), 10 planches, septembre 1972.
- Echec aux Vigilants, n° 189 (1427), 10 planches, octobre 1972.
- La gazette de l'oncle Dick, n° 192 (1492), 10 planches, octobre 1972.
- Une dette à payer, n° 195 (1433), 10 planches, novembre 1972.
- Pour une noisette d'or, n° 199 (1437), 10 planches, décembre 1972.

#### Année 1973
- Les bracelets de fer, n° 201 (1439), 10 planches, janvier 1973.
- Shérif pour un jour !, n° 203 (1441), 10 planches, janvier 1973.
- Le retour de l'Apache, n° 207 (1445), 10 planches, février 1973.
- Le déserteur, n° 211 (1449), 10 planches, mars 1973.
- Les remords d'Old Pecos, n° 213 (1451), 10 planches, mars 1973.
- Trois filles pour l'Ouest, n° 215 (1453), 20 planches, avril 1973.
- Combat pour un mort vivant n° 217 (1455), 10 planches, avril 1973.
- Se taire pour survivre, n° 220 (1458), 10 planches, mai 1973.
- Les fugitifs d'Oakland, n° 222 (1460), 10 planches, mai 1973.
- Quand la pluie cessera, n° 225 (1463), 20 planches, juin 1973.
- Le cinquième papoose, n° 229 (1467), 10 planches, juillet 1973.
- Les fantômes frappent la nuit, n° 231 (1469), 20 planches, juillet 1973.
- Le village fantôme, n° 237 (1475), 10 planches, septembre 1973.
- Un convoi très spécial, n° 242 (1480), 16 planches, octobre 1973.
- Menace sur la ville, n° 244 (1482), 16 planches, octobre 1973.
- La cage de fer, n° 247 (1485), 10 planches, novembre 1973.
- Un peuple à sauver, n° 250 (1488), 16 planches, décembre 1973.
- Le chapardeur, n° 253 (1491), 16 planches, décembre 1973.

#### Année 1974
- Une rançon pour Mamie, n° 256 (1494), 16 planches, janvier 1974.
- Une balade sur le fleuve, n° 260 (1498), 16 planches, février 1974.
- Le pirate, n° 263 (1501), 16 planches, mars 1974.
- La folle des Rock Hills, n° 266 (1504), 10 planches, avril 1974.
- Le maître d'école, n° 269 (1507), 16 planches, avril 1974.
- L'étrange cas du Ct Parker, n° 272, 16 planches, mai 1974.
- Pour 10 lingots d'or, n° 275, 16 planches, juin 1974[1].
- L'étrange haine de Jimmy Tower, n° 278 (1516), 10 planches, juin 1974.
- Les bracelets de fer, n° 280 (1518), 16 planches, juillet 1974.
- Le chasseur d'hommes, n° 281 (1519), 16 planches, juillet 1974.
- Le ramasseur de mauvaises herbes, n° 284 (1522), 16 planches, août 1974.
- La monnaie de la pièce, n° 287 (1525), 16 planches, août 1974.
- Le cow-boy aux yeux d'or, n° 291 (1529), 9 planches 1/2, septembre 1974.
- Old Pecos sur la touche, n° 294 (1532), 16 planches, octobre 1974.
- Fiesta au Triangle 9, n° 303 (1541), 16 planches, décembre 1974.